# Die Männer der Emden
Die Männer der Emden mit dem Untertitel 13000 Kilometer ist ein deutscher Spielfilm von Berengar Pfahl. Er wurde in drei Fassungen produziert: Als vorläufige Kurzversion, als Zweiteiler für die ARD (in zwei Versionen) und als wiederum gekürzte Kinofassung, die 2013 anlief. Die Kinofassung mit 148 Minuten ist im Verleih von Kinostar. Der Film ist eine Produktion der Berengar Pfahl Film GmbH.

## Handlung
Die Geschichte des Films beruht auf wahren Begebenheiten aus dem Ersten Weltkrieg. Im Kern behandelt der Film die Geschichte der abenteuerlichen Heimkehr von 50 Männern des Kleinen Kreuzers Emden vom Ostasiengeschwader, nachdem ihr Schiff vernichtet worden war.
Der deutsche Kleine Kreuzer Emden ist in der deutschen Kolonie Tsingtau an der chinesischen Küste stationiert. Nach Ausbruch des Krieges soll die Emden zunächst den Abzug des übrigen deutschen Ostasiengeschwaders decken und führt dann selbständig – und überaus erfolgreich – Kreuzerkrieg im Indischen Ozean. Schließlich kommt die Emden in das Seegebiet der Kokosinseln, und es wird ein Landungszug unter der Führung des Kapitänleutnants von Mücke auf die kleine Atollinsel Direction Island abgesetzt, um eine britische Nachrichtenstation zu zerstören. Es gelingt den Deutschen zwar, die Sendeanlagen unbrauchbar zu machen, doch zuvor hatte deren Besatzung noch einen Notruf absetzen können, worin die Anwesenheit der Emden mitgeteilt wurde. Daraufhin wird der (zufällig in der Nähe befindliche) schnelle und an Bewaffnung weit überlegene australische Kreuzer Sydney in das Seegebiet geschickt, und in dem sich anschließenden ungleichen Gefecht wird die Emden schließlich zum Wrack geschossen. Etwa ein Drittel der Besatzung kommt dabei ums Leben, die 202 Überlebenden geraten in britische Kriegsgefangenschaft. Die rund 50 Männer des Landungszuges jedoch können entkommen, indem sie den maroden britischen Kopra-Schoner Ayesha beschlagnahmen und sich damit auf den Weg zurück in Richtung Tsingtau machen. Ihr Weg führt sie zunächst über das von alliierten Schiffen beherrschte Meer nach Padang (Sumatra), welches (zu diesem Zeitpunkt) zum neutralen Niederländisch-Indien gehört. Dort erfahren die Männer, dass inzwischen Tsingtau von den Japanern eingenommen wurde. Sie wollen sich jedoch nicht von den Niederländern internieren lassen, sondern versuchen stattdessen, an Bord eines Dampfers das mit Deutschland verbündete Osmanische Reich zu erreichen, um von dort aus in die Heimat zu gelangen. Tatsächlich kommen sie schließlich in der am Roten Meer gelegenen Hafenstadt Al-Hudaida auf der arabischen Halbinsel an, doch nun tun sich neue Schwierigkeiten auf. Die Karawanenstraße in Richtung Heimat wird durch feindliche Beduinen bedroht, mit denen sich die Deutschen ein hartnäckiges Gefecht liefern. Auch Todesopfer sind zu beklagen. Nach dem Eingreifen der verbündeten Türken gelangt die Truppe durch die Große Arabische Wüste schließlich zur Hedschasbahn. Im Juni 1915 erreicht der Großteil der Gruppe Berlin und wird im Namen des Kaisers ausgezeichnet.
Wie ein roter Faden zieht sich gedanklich durch den ganzen Film die Liebesgeschichte des Leutnants Karl Overbeck mit der Unternehmerstochter Maria von Plettenberg; die beiden verloben sich in Tsingtau, verlieren sich aus den Augen und finden am Schluss des Films wieder zusammen, nachdem auch Maria als Zivilistin mit ihren Eltern ihr Familiengut in Ostpreußen wieder erreicht hat.

## Hintergrund
Entdeckt hatte der Regisseur und Produzent Pfahl den Stoff bei einem Dreh in Indonesien. Die Emden ist in Ostasien bis heute das bekannteste deutsche Kriegsschiff überhaupt. Pfahl hörte des Öfteren dort den Ausspruch „He’s a real Emden“ und wunderte sich, dass eine ostfriesische Stadt auch in Fernost bekannt ist. Im Tamil bedeutet das Wort emṭaṉ, gesprochen [ˈemɖən], bis heute „schlauer Fuchs“ oder „gewiefter Bursche“. Der Ausdruck „Emden“ ist dort durch die geschichtliche Präsenz jenes Schiffes immer noch ein Synonym für „clever, verschlagen und fair“. Pfahl stützte sich beim Schreiben des Drehbuchs auf historische Quellen, darunter vor allem das Tagebuch Hellmuth von Mückes.

## Abweichungen der Filmhandlung von den tatsächlichen Geschehnissen
Obwohl die Filmhandlung im Ganzen weitgehend den historischen Fakten folgt, gibt es doch einige deutliche Abweichungen im Detail. So ist die in den Film eingebettete Romanze rein fiktiv. Während dies indes noch als schmückendes (aber nicht völlig undenkbares) Beiwerk gelten darf, so ist der Schluss des Films gänzlich unhistorisch, denn er endet mit der Desertion des betreffenden Offiziers mit seiner Geliebten nach Schweden. Ein solches oder ähnliches Verhalten ist aber von keinem einzigen ehemaligen Besatzungsmitglied der Emden bekanntgeworden.
Sämtliche im Film vorkommenden Namen von Mitgliedern des Landungszuges sind frei erfunden, mit Ausnahme von Hellmuth von Mücke.

## Drehorte
Der Film wurde in Sri Lanka, Tunesien, Malta und Deutschland gedreht.
Schauplatz einiger Bordszenen war der griechische Panzerkreuzer Georgios Averoff, der als Museumsschiff als Teil des Schiffsmuseums Trokadero Marina im Hafen von Paleo Faliro bei Athen liegt.
Der zweimastige Gaffelschoner Raja Laut repräsentierte für den Film das Fluchtschiff Ayesha, welches indes in Wirklichkeit ein deutlich größerer Dreimast-Rahschohner war.

## Fassungen
Im Herbst 2012 wurde der Presse eine auf 116 Minuten gekürzte Fassung gezeigt. Im Januar 2013 kam dann eine erweiterte Fassung mit 148 Minuten in die Kinos, in der ein Erzählstrang parallel zur Haupthandlung eingefügt wurde. Die 180-minütige Fassung war am 18. April 2014 in der ARD zu sehen.

## Kritiken
Der Film erntete größtenteils miserable Kritiken.
Cinema urteilte beispielsweise, der Film „[lässt] auch in der gekürzten Kinofassung keine Spannung aufkommen.“ „Fazit: Trockene Geschichtsstunde in behäbiger TV-Dramaturgie“ und „Besonders unmotiviert: Sibel Kekillis Auftritt als Wüstenamazone“.
Die taz resümierte: „Die Männer der Emden will großes Kino imitieren, ist aber ein Genrefilm ohne Genre, in dem die Hybris in Persiflage zu kippen scheint, eine Fusion von angeberischen production values und Trash. […] Am Ende gibt es noch ein bisschen pazifistische Moral. Krieg ist irgendwie doch doof. Und Die Männer der Emden ist nur ein Zweiteiler fürs ZDF.“
Auch in der FAZ kommt der Film nicht viel besser weg: „Allzu oft hat man das Gefühl, vom gewaltigen Setting eingeschüchterten Schauspielern dabei zuzusehen, wie sie in gebügelten oder (von einem Moment auf den anderen) künstlerisch verdreckten Uniformen artig ihre Texte aufsagen. Eine Prise Robinsonade, eine Prise Kriegsfilm mit singenden Matrosen, viel Kolonialkitsch und noch mehr altes Abenteuerkino: Weil dieser Eventfilm wie eine Melange aus Piraten der Karibik und Das Boot anmutet, scheint ein wenig unterzugehen, dass er durchaus einen spannenden Ansatz hat. Pfahl erzählt nämlich die gefeierte Legende als Antiheldenstück, ohne den Mythos direkt zu diskreditieren. Er lässt ihn gewissermaßen auf Grund laufen […]“
Bei Filmstarts.de, die den Film mit 1,5 von 5 Punkten bewertet, heißt es abschließend: „Fazit: Berengar Pfahl hat Die Männer der Emden mit großer Vorsicht gedreht und sich um historische Korrektheit und Ausgewogenheit bemüht. Nur das Erzählen scheint er darüber manchmal vergessen zu haben.“
Die SZ vergleicht den Film abschätzig mit Rosamunde Pilcher und schreibt: „Der Film verwandelt das Grauen des Krieges in ein buntes Freibeutermärchen.“
Der Stern vergibt dem Film nur einen von fünf möglichen Punkten: „Urteil: Zäher Geschichtsbrei, der auch breit getreten nicht besser schmeckt.“